# シロエリオオハム
シロエリオオハム（白襟大波武、学名：Gavia pacifica） は、アビ目アビ科に分類される鳥類の一種である。日本へは冬鳥として多数飛来する。日本で観察されるアビ科の鳥の多くは本種である。

## 分布
シベリア東北部からアラスカ、カナダで繁殖し、冬季は北アメリカ北部から西部の沿岸や、アリューシャン列島、千島列島を経由し日本、中国の東シナ海まで南下して越冬する。
日本では冬鳥として九州以北に飛来する。南西諸島での記録は少ない。

## 形態
全長約65cm。オオハムより小型で、前頸は紫色光沢のある黒色で、後頸がうすく白い。背は黒色で白い角斑が並ぶ。嘴はまっすぐとがるがオオハムに比べかなり短い。冬羽は後頸、背が黒褐色。前頸は白く、喉に首輪状の細い黒線があるが不明瞭なこともある。雌雄同色である。

## 生態
越冬時は、海上で生活し、魚類などを捕食する。海が荒れる、体が弱るなどした場合には港湾や沿岸近くの湖沼に入ることもある。
助走なしでは飛び立つことができない。
鳴き声は「グァーン」または「グォーイ」などのように聞こえる。

## 人間との関係
かつて瀬戸内海では、本種の生態を利用した鳥持網代と言われる漁が行われていた。この漁の詳細についてはアビを参照。